# Alessandro Manzoni

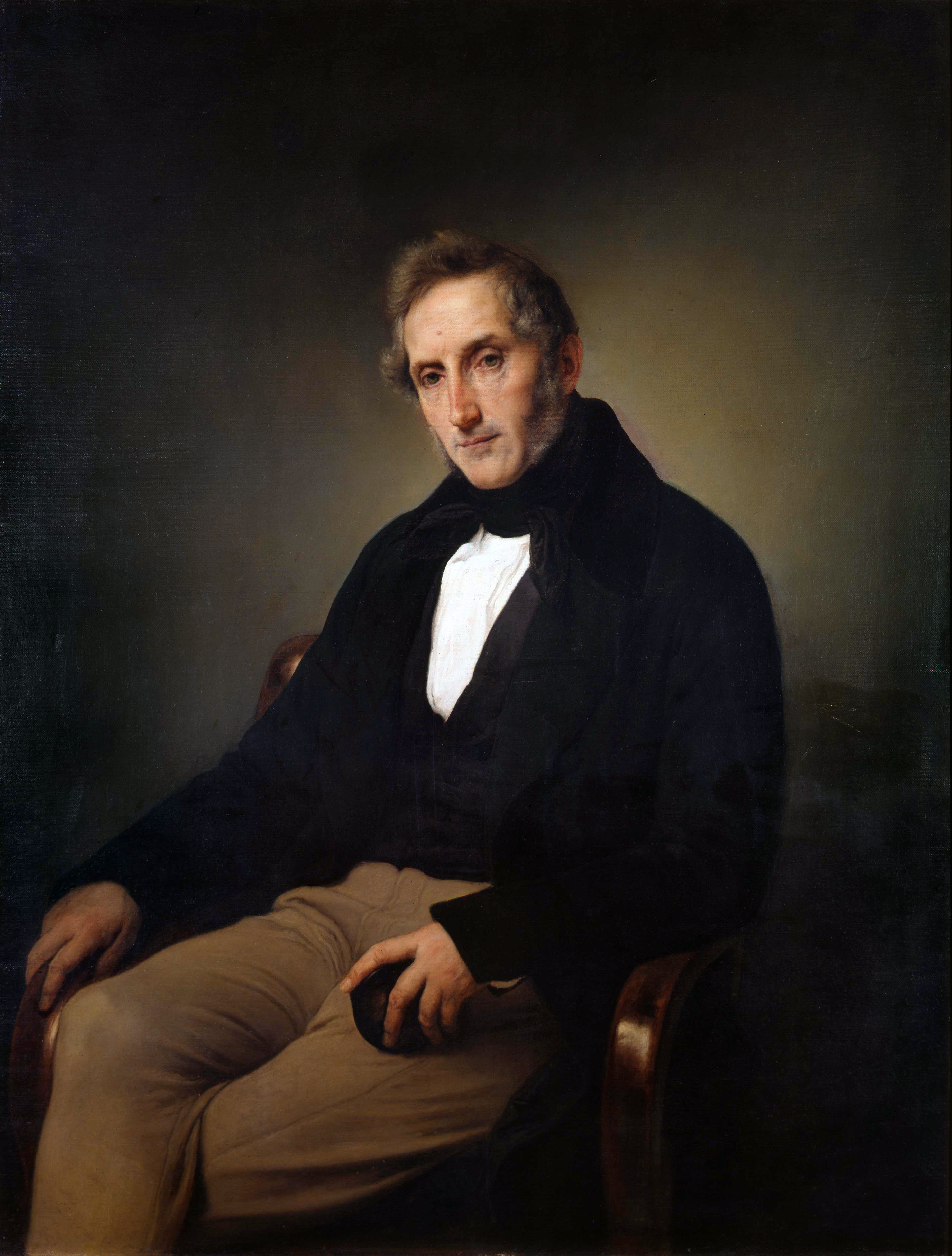
Manzoni, door Francesco Hayez

Alessandro Francesco Tommaso Manzoni (Milaan, 7 maart 1785 – aldaar, 22 mei 1873) was een Italiaans dichter en romanschrijver uit de tijd van de romantiek. Zijn roman I Promessi Sposi (1827, Nederlands: De verloofden) wordt gerekend tot de meesterwerken uit de wereldliteratuur en is zijn bekendste werk. In de veronderstelling dat de Florentijnse taal meer gecultiveerd was dan zijn Lombardisch dialect, ging hij in Florence (stad) wonen om het goed te leren en zei dat hij "zijn kleren moest gaan verluchten bij de Arno". Hij herschreef daarom zijn manuscript in het Italiaans zoals dat in Florence gesproken werd.

## Biografie
Manzoni werd op 7 maart 1785 geboren in Milaan, als zoon van Pietro Manzoni en Giulia Beccaria. Grootvader Cesare Beccaria is een bekende criminoloog, jurist en politicus. In 1792 gaan zijn ouders uit elkaar en vertrekt zijn moeder naar Engeland en Parijs. Manzoni blijft nog enkele jaren in Italië, waarna hij in 1805 zijn moeder volgt naar Parijs. 
In 1808 trouwt hij met Henriette-Louise Blondel, de dochter van een Zwitserse bankier en protestants van geloof. Twee jaar later verandert Henriette-Louise van geloof en wordt ze katholiek. 
Na de dood van Manzoni's vrouw in 1833 stierven verschillende van zijn kinderen en zijn moeder. In 1837 trouwde hij opnieuw, dit keer met Teresa Borri, weduwe van de graaf van Postzegels, die hij later ook overleefde. Van de negen kinderen van Manzoni overleefden er slechts twee hun vader.
In 1860 benoemde koning Victor Emmanuel II hem tot senator. Op 6 januari 1873 valt Manzoni met zijn hoofd op de trappen van de San Fedele kerk in Milaan. De dood van zijn oudste zoon Luigi op 28 april 1873 was moreel een zware slag. Na een ziektebed van vijf maanden overlijdt Manzoni aan een hersenvliesontsteking op 22 mei 1873.

## Voornaamste boeken en gedichten
- Inni sacri
- Il cinque maggio
- Urania
- Il Conte di Carmagnola
- I Promessi Sposi

## Questione della lingua
Alessandro Manzoni speelde een grote rol in de zogenaamde 'Questione della lingua'. Zijn interesse in een nationale taal ontstond uit eigen frustratie niet te kunnen communiceren met andere Italianen in andere gebieden van Italië. Zijn gehele leven heeft hij zich beziggehouden met de taalkwestie.
Rond 1840 kwam hij tot het standpunt dat het Florentijns als nationale taal ingevoerd moest worden. Deze keuze kwam voort uit een persoonlijke voorkeur voor het negentiende-eeuws gesproken Florentijns.
De standpunten van Manzoni werden zelfs na zijn dood nog gepromoot. Echter, in deze tijd was het idee van een nationale identiteit en taal al gegroeid onder de beter geschoolde generatie, wat zich uitte in het veertiende-eeuws Florentijns. Deze taal werd in economisch ontwikkelde steden al veel gesproken en werd zo wijdverspreid door Italië.

## Requiem
De beroemde Italiaanse operacomponist Giuseppe Verdi schreef voor de eerste herdenking van Manzoni's sterfdag zijn bekende Messa da Requiem, dat daarom ook wel als het Requiem per Manzoni wordt aangeduid.

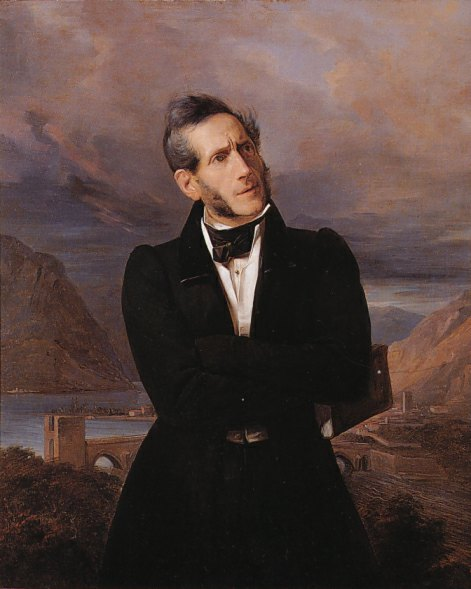
Alessandro Manzoni, geschilderd door Giuseppe Molteni